# Minami Takahashi
Minami Takahashi (高橋みなみ, Takahashi Minami, née le 8 avril 1991 à Tōkyō, Japon) est une chanteuse et idole japonaise, membre de la « Team A » du groupe d'idoles féminines AKB48 de 2005 à 2015 et également le manager général du groupe de 2012 à 2015. Elle est produite par l'agence de talents « Production Ogi ».

## Biographie

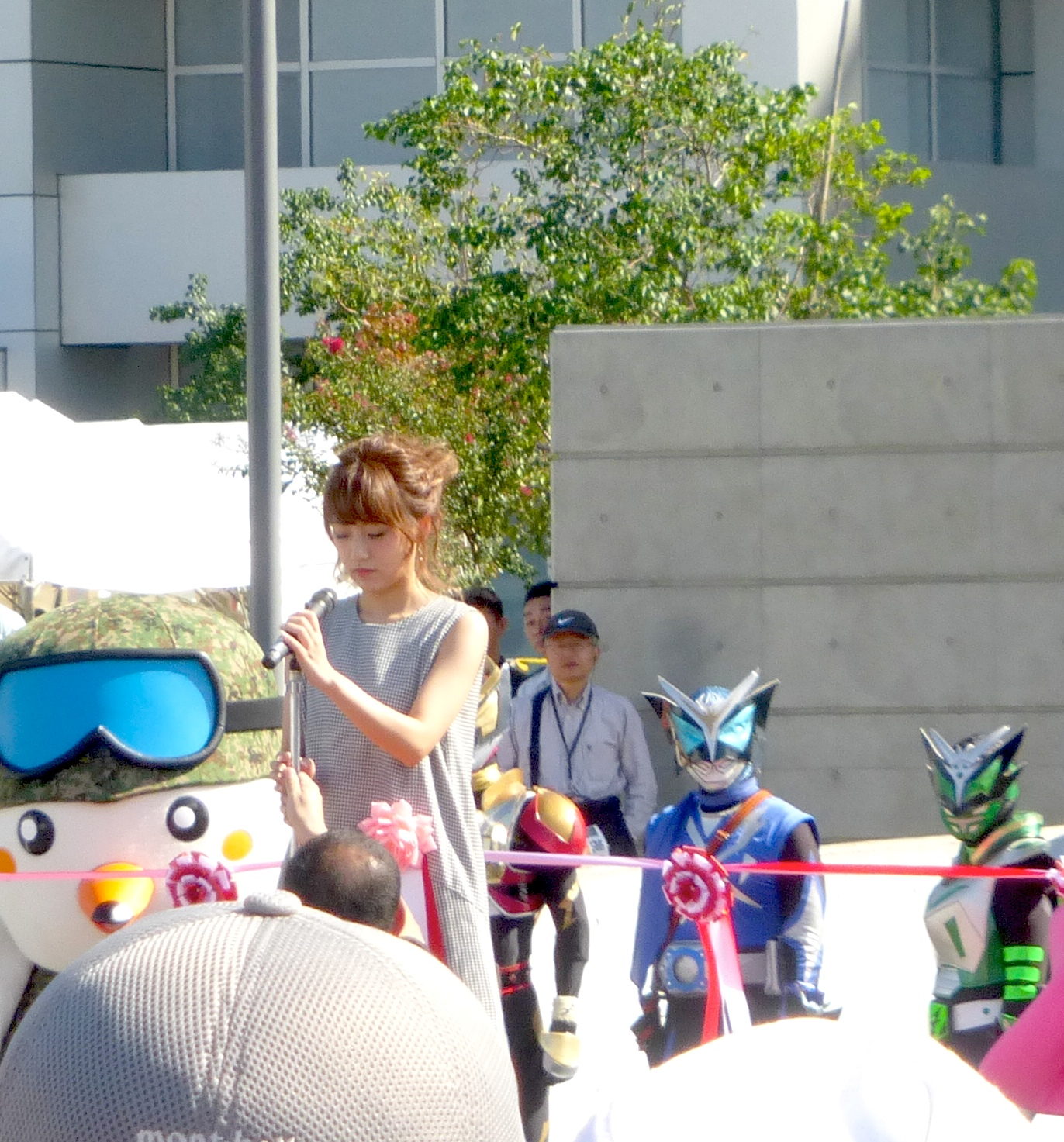
Takahashi lors de la cérémonie d"ouverture de l'exposition Tokyo Detention House, en octobre 2015.

Elle est née dans la Préfecture de Tōkyō, en 1991.
C'est en 2005, que commence sa carrière de chanteuse, car Minami participe au concours « The 30th HoriPro Talent Contest » et réussit à se classer parmi les 15 dernières finalistes, mais n'a finalement pas gagné le concours. Peu après, elle participe à une audition donnée pour le nouveau groupe d'idoles, les AKB48 de Yasushi Akimoto, qui était l'un des juges pour le concours auquel elle avait participé bien avant.
Elle est mise dans la « Team A », faisant partie de la toute première génération du groupe, c'est l'une des interprètes du groupe les plus connues après Atsuko Maeda et Yūko Ōshima. Ce n'est qu'en 2009 qu'elle est nommée capitaine de la team.
Minami apparaît dans presque tous les singles d'AKB48, en outre, elle représente souvent AKB48 sur les programmes de télévision tels que Music Station, et dans des événements publicitaires du groupe. Elle a également prévu de participer à l’événement-concert de 3 jours de AKB48 intitulé « Takamina ni Tsuite Ikimasu » (たかみなについて行きます, « Nous suivrons Takamina ? »), qui devait avoir lieu les 25-27 mars 2011, à l'Arena de Yokohama mais a été annulé en raison du séisme du Tōhoku, en 2011.
En 2007, elle devient actrice en jouant avec quelques collègues du groupe, dans le film Densen Uta (伝染歌) dans le rôle d'Ai~Chan, et joue aussi dans quelques dramas. En 2008, elle forme avec Haruna Kojima et Minami Minegishi le trio no3b, qui aujourd'hui est encore en activité.
En 2012, c'est Mariko Shinoda qui prend sa place de capitaine pour qu'elle soit promue en tant que "manager Général" de tous les groupes 48 mais reste toujours dans la même team. Elle participe à la même année au sous-groupe d'AKB48, la Team Surprise. Après le départ de Mariko, Minami reprend le poste de capitaine en même temps que celui de manager ; Yui Yokoyama devient sous-capitaine.
Des annonces sont faites au cours d’un événement organisé pour célébrer le 9e anniversaire d'AKB48 à son théâtre de Tokyo. Le 8 décembre, Minami Takahashi annonce son départ du groupe d’idoles un an plus tard, à l’occasion du 10e anniversaire des AKB48 le 8 décembre 2015. Par conséquent, Yui Yokoyama est désignée pour la succéder au poste de manager général. Plus de 100 membres ont participé à cet événement.
En décembre 2018, Minami Takahashi a annoncé au public qu'elle était mariée à un homme travaillant dans une entreprise informatique.

## Discographie

### En solo

#### Album
1. 2 octobre 2016 : Aishitemo Ii Desu ka? (愛してもいいですか??)

#### Single
1. 3 avril 2013 — Jane Doe (no 2 à l'oricon)

### Autres
Chansons en solo 
avec no3b
1. 2 mars 2011 - Itoshisa no Accel (愛しさのアクセル?, du single Answer)
2. 29 juin 2011 - Dareka Oshiete (誰か教えて?, du single Kuchibiru Furezu…)
3. 28 décembre 2011 - Still (du single Pedicure day)
4. 16 janvier 2013 - Futo Omô Koto (ふと思うコト?, du single Kirigirisu Jin)

Avec Team Surprise
1. 20 octobre 2012 - Oteage Lullaby (お手上げララバイ?, du single Oteage Lullaby)

### Avec AKB48
Albums
| Date de sortie   | Titre                                  | Titre original                             | Remarques                                        |
| ---------------- | -------------------------------------- | ------------------------------------------ | ------------------------------------------------ |
| 1er janvier 2008 | Set List - Greatest Songs 2006-2007    | SET LIST〜グレイテストソングス 2006-2007〜 | Premier album / Compilations singles et faces B  |
| 7 avril 2010     | Kamikyokutachi                         | 神曲たち                                   | Deuxième album / Compilations singles et faces B |
| 14 juillet 2010  | SET LIST - Greatest Songs - Kanzen Ban | SET LIST〜グレイテストソングス〜完全盤     | Ré-édition                                       |
| 8 juin 2011      | Koko ni Ita Koto                       | ここにいたこと                             | Troisième album et premier album original        |
| 15 août 2012     | 1830m                                  | 1830m                                      | Quatrième album et deuxième album original       |
| 22 janvier 2014  | Tsugi no Ashiato                       | 次の足跡                                   | Cinquième album et troisième album original      |

Singles en indépendant
| N° | Date de sortie   | Titre                   | Titre original   | Remarques |
| -- | ---------------- | ----------------------- | ---------------- | --------- |
| 1  | 1er février 2006 | Sakura no Hanabiratachi | 桜の花びらたち   |           |
| 2  | 7 juin 2006      | Skirt, Hirari           | スカート、ひらり |           |

Singles en major
| N° | Date de sortie   | Titre | Titre original | Remarques            |
| -- | ---------------- | --- | --- | -------------------- |
| 1  | 25 octobre 2006  | Aitakatta | 会いたかった |                      |
| 2  | 31 janvier 2007  | Seifuku ga Jama wo Suru | 制服が邪魔をする |                      |
| 3  | 18 avril 2007    | Keibetsu Shiteita Aijō | 軽蔑していた愛情 |                      |
| 4  | 18 juillet 2007  | BINGO ! | BINGO ! |                      |
| 5  | 8 août 2007      | Boku no Taiyō | 僕の太陽 |                      |
| 6  | 31 octobre 2007  | Yūhi wo Miteiru ka ? | 夕陽を見ているか? |                      |
| 7  | 23 janvier 2008  | Romance, Irane | ロマンス、イラネ |                      |
| 8  | 27 février 2008  | Sakura no Hanabiratachi 2008 | 桜の花びらたち2008 |                      |
| 9  | 13 juin 2008     | Baby ! Baby ! | BABY ! BABY ! |                      |
| 10 | 22 octobre 2008  | Ōgoe Diamond | 大声ダイヤモンド |                      |
| 11 | 4 mars 2009      | 10nen Sakura | 10年桜 |                      |
| 12 | 24 juin 2009     | Namida Surprise ! | 涙サプライズ! |                      |
| 13 | 26 août 2009     | Iiwake Maybe | 言い訳Maybe |                      |
| 14 | 21 octobre 2009  | RIVER | RIVER |                      |
| 15 | 17 février 2010  | Sakura no Shiori | 桜の栞 |                      |
| 16 | 26 mai 2010      | Ponytail to Shushu | ポニーテールとシュシュ |                      |
| 17 | 18 août 2010     | Heavy Rotation | ヘビーローテーション |                      |
| 18 | 27 octobre 2010  | Beginner | Beginner |                      |
| 19 | 8 décembre 2010  | Chance no Junban | チャンスの順番 |                      |
| 20 | 16 février 2011  | Sakura no Ki ni Narō | 桜の木になろう |                      |
| -  | 1er avril 2011   | Dareka no Tameni -What can I do for someone ?- | 誰かのために ~What can I do for someone?~ | Distribution limitée |
| 21 | 25 mai 2011      | Everyday, Kachūsha | Everyday、カチューシャ |                      |
| 22 | 24 août 2011     | Flying Get | フライングゲット |                      |
| 23 | 26 octobre 2011  | Kaze wa Fuiteiru | 風は吹いている |                      |
| 24 | 7 décembre 2011  | Ue Kara Mariko | 上からマリコ |                      |
| 25 | 15 février 2012  | GIVE ME FIVE! | GIVE ME FIVE ! |                      |
| 26 | 23 mai 2012      | Manatsu no Sounds good! | 真夏のSounds good! |                      |
| 27 | 29 août 2012     | Gingham Check | Gingham Check |                      |
| 28 | 31 octobre 2012  | UZA | UZA |                      |
| 29 | 5 décembre 2012  | Eien Pressure | 永遠プレッシャー |                      |
| 31 | 20 février 2013  | So long ! | So long ! |                      |
| 32 | 22 mai 2013      | Sayonara Crawl | さよならクロール |                      |
| 33 | 21 août 2013     | Koi Suru Fortune Cookie | 恋するフォーチュンクッキー |                      |
| 34 | 30 octobre 2013  | Heart Electric | ハート・エレキ |                      |
| 35 | 11 décembre 2013 | Suzukake no Ki no Michi de "Kimi no Hohoemi o Yume ni Miru" to Itte Shimattara Bokutachi no Kankei wa Dō Kawatte Shimau no ka, Bokunari ni Nan-nichi ka Kangaeta Ue de no Yaya Kihazukashii Ketsuron no Yō na Mono | 鈴懸の木の道で「君の微笑みを夢に見る」と言ってしまったら僕たちの関係はどう変わってしまうのか、僕なりに何日か考えた上でのやや気恥ずかしい結論のようなもの? |                      |

## Filmographie

### Films
- 25 août 2007 – Densen Uta (伝染歌?)
- 30 août 2015 - L’attaque des titans

### Dramas
- 2006 – Desu yo ne. (ですよねぇ。?) – TBS
- 25 octobre 2007 – Joshideka ! -Joshi Keiji- (ジョシデカ!-女子刑事-?) – TBS
- 9 janvier 2008 - 19 mars 2008 – Saitō-san (斉藤さん?) – Nihon TV
- 10 octobre 2008 - 26 décembre 2008 – Men☆Doll ~Ikemen Idol~ (メン☆ドル 〜イケメンアイドル〜?) – TV Tōkyō
- 8 novembre 2008 – Doyō Wide Gekijō Shin・Munekyo Keiji Series (土曜ワイド劇場 新・棟居刑事シリーズ?) – TV Asahi
- 12 septembre 2009 – Kochira Katsushikaku Kameari Kōen Mae Hashutsujo (こちら葛飾区亀有公園前派出所?) – TBS
- 5 février 2010 – Maji Suka Gakuen (マジすか学園?) – TV Tōkyō
- 24 août 2010 – Honto ni Atta Kowai Hanashi Natsu no Tokubetsu-hen 2010 AKB48 Marugoto Jōrei Special (ほんとにあった怖い話 夏の特別編2010 AKB48まるごと浄霊スペシャル?) – Fuji TV
- 26 février 2011 - 6 mars 2011 – Sakura kara no Tegami ~AKB48 Sorezore no Sotsugyō Monogatari~ (桜からの手紙 〜AKB48 それぞれの卒業物語〜?) – Nihon TV

### Doublage
- 2013 - Happy Ending (drama)
- 2013 - Les Schtroumpfs 2

## Photobooks / Calendriers
- 7 août 2008 – B.L.T. U-17 summer
- 22 septembre 2009 – Takamina (たかみな?)
- 30 septembre 2010 – Takahashi Minami 2011nen Calendar (高橋みなみ 2011年カレンダー?)